# Mylothra
Mylothra is een geslacht van vlinders van de familie dominomotten (Autostichidae), uit de onderfamilie Symmocinae.

## Soorten
- M. creseritis Meyrick, 1907
- M. christophi Gozmany, 1967
- M. forsteri (Gozmany, 1963)
- M. maga (Gozmany, 1963)
- M. mithra (Gozmany, 1963)
- M. mithridates (Gozmany, 1963)
- M. persica (Gozmany, 1963)
- M. pyrrhella (Ragonot, 1895)
- M. sahname (Gozmany, 1963)
- M. satrapa (Gozmany, 1963)
- M. sheherezade (Gozmany, 1963)
- M. sindbad (Gozmany, 1963)
- M. turana (Caradja, 1920)